# Rota (1958)
Rota : de universitários para universitários foi um jornal de estilo académico que se apresenta como propriedade do Hospital Escolar de Santa Maria, dirigido por Egídio Álvaro Gomes, iniciado em Maio de 1958.